# Renaud Cohade
Renaud Cohade (Aubenas, 29 settembre 1984) è un ex calciatore francese, di ruolo centrocampista.

## Caratteristiche tecniche
Centrocampista centrale, è in grado di svolgere sia la fase difensiva che quella offensiva. Tra le sue abilità spiccano il tackle e la capacità di recuperare e smistare palloni.

## Carriera

### Club

#### Gli inizi
Cresciuto nel Lione, Cohade debutta tra i professionisti il 9 aprile 2002, all'età di 18 anni, indossando la maglia del Nimes nel match di Ligue 2 contro lo Strasburgo. A fine stagione il Nimes retrocede in Championnat National, dove Cohade disputa due stagioni da titolare, mettendosi in mostra ed attirando l'interesse del Bordeaux, che lo acquista per la stagione 2004-2005.
Nella sua prima stagione in Ligue 1 Cohade disputa 22 partite, di cui 10 da titolare. All'inizio della stagione 2005-2006, Ricardo Gomes diventa allenatore del Bordeaux e questo determina numerosi cambiamenti nella rosa della squadra. Non figurando più tra le prime scelte del suo nuovo allenatore, Cohade va in prestito all'FC Sète, militante in Ligue 2. A Sète, Cohade gioca solo 14 partite in una squadra alla deriva che termina il campionato all'ultimo posto, a 19 punti di distanza dalla zona salvezza.

#### Strasburgo
Nell'estate 2006, non rientrando nei piani del Bordeaux, Cohade effettua una serie di test con varie squadre francesi. Alla fine, l'8 agosto 2006 si accorda con lo Strasburgo. Molto presto, si impone come titolare nell'undici di Jean-Pierre Papin. Nominato rigorista, segna su rigore 6 dei suoi 8 gol finali, contribuendo in maniera determinante alla promozione finale in Ligue 1. Confermato titolare in Ligue 1, è costretto a saltare parte della stagione a causa di una pubalgia. A fine anno la squadra retrocede nuovamente in Ligue 2. Tornato in campo nel settembre del 2008, ritrova subito il posto da titolare. In questo periodo, insieme a Guillaume Lacour forma una delle coppie di centrali di centrocampo migliori del campionato. A fine anno però la squadra non viene promossa, concludendo il campionato al 4º posto.

#### Valenciennes e Saint-Etienne
Nel giugno 2009 Cohade si accorda con il Valenciennes. Qui Cohade disputa tre stagioni in Ligue 1 da titolare inamovibile, divenendo una delle colonne della squadra ed ottenendo tre salvezze consecutive.
Nel 2012, svincolatosi dal Valenciennes, Cohade si accorda per 3 anni con il Saint-Etienne. Il 20 aprile 2013 gioca titolare nella finale di Coupe de la Ligue. Nell'occasione partecipa all'azione del gol di Brandão, che risulterà decisivo per la vittoria della coppa. Dopo 4 stagioni al Saint-Etienne, nell'estate 2016, non rientrando più nei piani dell'allenatore, Cohade lascia la squadra.

#### Metz
Il 7 giugno 2016 Cohade si trasferisce al Metz, neopromosso in Ligue 1. Durante la seconda stagione a Metz, complice l'infortunio del capitano Milan Biševac, Cohade diventa il nuovo capitano della squadra. Il 27 luglio 2018 rinnova il suo contratto fino al 2020.
Il 22 giugno 2020 il Metz annuncia il mancato rinnovo del contratto in scadenza il 30 giugno successivo. Cohade rimane quindi svincolato dopo 4 anni e 132 presenze con la formazione granata.

## Statistiche

### Presenze e reti nei club
Statistiche aggiornate al 22 dicembre 2019.
| Stagione             | Squadra              | Campionato           | Campionato | Campionato | Coppe nazionali | Coppe nazionali | Coppe nazionali | Coppe continentali | Coppe continentali | Coppe continentali | Altre coppe | Altre coppe | Altre coppe | Totale | Totale |
| Stagione             | Squadra              | Comp                 | Pres       | Reti       | Comp            | Pres            | Reti            | Comp               | Pres               | Reti               | Comp        | Pres        | Reti        | Pres   | Reti   |
| -------------------- | -------------------- | -------------------- | ---------- | ---------- | --------------- | --------------- | --------------- | ------------------ | ------------------ | ------------------ | ----------- | ----------- | ----------- | ------ | ------ |
| 2001-2002            | Nimes                | L2                   | 4          | 0          | CF+CdL          | -               | -               | -                  | -                  | -                  | -           | -           | -           | 4      | 0      |
| 2002-2003            | Nimes                | CN                   | 36         | 2          | CF+CdL          | 1+3             | 0+0             | -                  | -                  | -                  | -           | -           | -           | 40     | 2      |
| 2003-2004            | Nimes                | CN                   | 36         | 2          | CF+CdL          | 0+2             | 0+0             | -                  | -                  | -                  | -           | -           | -           | 38     | 2      |
| Totale Nimes         | Totale Nimes         | Totale Nimes         | 76         | 4          |                 | 6               | 0               |                    | -                  | -                  |             | -           | -           | 82     | 4      |
| 2004-2005            | Bordeaux             | L1                   | 23         | 0          | CF+CdL          | 1+1             | 0+1             | -                  | -                  | -                  | -           | -           | -           | 25     | 1      |
| 2005-2006            | FC Sète              | L2                   | 13         | 0          | CF+CdL          | 1+1             | 0+0             | -                  | -                  | -                  | -           | -           | -           | 15     | 0      |
| 2006-2007            | Strasburgo           | L2                   | 35         | 8          | CF+CdL          | 2+2             | 1+0             | -                  | -                  | -                  | -           | -           | -           | 39     | 9      |
| 2007-2008            | Strasburgo           | L1                   | 26         | 3          | CF+CdL          | 1+0             | 0+0             | -                  | -                  | -                  | -           | -           | -           | 27     | 3      |
| 2008-2009            | Strasburgo           | L2                   | 29         | 6          | CF+CdL          | 2+1             | 0+0             | -                  | -                  | -                  | -           | -           | -           | 32     | 6      |
| Totale Strasburgo    | Totale Strasburgo    | Totale Strasburgo    | 90         | 17         |                 | 8               | 1               |                    | -                  | -                  |             | -           | -           | 98     | 18     |
| 2009-2010            | Valenciennes         | L1                   | 32         | 1          | CF+CdL          | 1+0             | 0+0             | -                  | -                  | -                  | -           | -           | -           | 33     | 1      |
| 2010-2011            | Valenciennes         | L1                   | 31         | 0          | CF+CdL          | 0+1             | 0+1             | -                  | -                  | -                  | -           | -           | -           | 32     | 1      |
| 2011-2012            | Valenciennes         | L1                   | 35         | 7          | CF+CdL          | 4+1             | 0+0             | -                  | -                  | -                  | -           | -           | -           | 40     | 7      |
| Totale Valenciennes  | Totale Valenciennes  | Totale Valenciennes  | 98         | 8          |                 | 7               | 1               |                    | -                  | -                  |             | -           | -           | 105    | 9      |
| 2012-2013            | Saint-Étienne        | L1                   | 38         | 4          | CF+CdL          | 4+5             | 0+0             | -                  | -                  | -                  | -           | -           | -           | 47     | 4      |
| 2013-2014            | Saint-Étienne        | L1                   | 33         | 1          | CF+CdL          | 1+1             | 0+0             | UEL                | 4                  | 1                  | -           | -           | -           | 39     | 2      |
| 2014-2015            | Saint-Étienne        | L1                   | 17         | 1          | CF+CdL          | 1+2             | 0+0             | UEL                | 7                  | 0                  | -           | -           | -           | 27     | 1      |
| 2015-2016            | Saint-Étienne        | L1                   | 19         | 0          | CF+CdL          | 1+2             | 0+0             | UEL                | 3                  | 0                  | -           | -           | -           | 25     | 0      |
| Totale Saint-Etienne | Totale Saint-Etienne | Totale Saint-Etienne | 88         | 6          |                 | 17              | 0               |                    | 14                 | 1                  |             | -           | -           | 119    | 7      |
| 2016-2017            | Metz                 | L1                   | 33         | 1          | CF+CdL          | 0+3             | 0+0             | -                  | -                  | -                  | -           | -           | -           | 36     | 1      |
| 2017-2018            | Metz                 | L1                   | 38         | 1          | CF+CdL          | 2+1             | 0+0             | -                  | -                  | -                  | -           | -           | -           | 41     | 1      |
| 2018-2019            | Metz                 | L2                   | 38         | 0          | CF+CdL          | 4+1             | 1+0             | -                  | -                  | -                  | -           | -           | -           | 43     | 1      |
| 2019-2020            | Metz                 | L1                   | 12         | 1          | CF+CdL          | -               | -               | -                  | -                  | -                  | -           | -           | -           | 12     | 1      |
| Totale Metz          | Totale Metz          | Totale Metz          | 121        | 3          |                 | 11              | 1               |                    | -                  | -                  |             | -           | -           | 132    | 4      |
| Totale carriera      | Totale carriera      | Totale carriera      | 409        | 38         |                 | 53              | 4               |                    | 14                 | 1                  |             | -           | -           | 476    | 43     |

## Palmarès

### Club

#### Competizioni nazionali
- Coppa di Lega francese: 1

Saint-Étienne: 2012-2013
- Ligue 2: 1

Metz: 2018-2019